# Chlorophorus yayeyamensis
Chlorophorus yayeyamensis là một loài bọ cánh cứng trong họ Cerambycidae.